# Беренд, Хильда
Хильда Беренд (нем. Hilde Behrend; 1917, Берлин — 11 января 2000) — английский экономист.
Доктор философии Бирмингемского университета (1951). Преподавала в Эдинбургском университете (профессор с 1973).
Автор термина «effort bargaining».

## Биография
Отец Хильды был президентом Ассоциации директоров и учителей средних школ Германии. Когда нацисты пришли к власти, он был отстранён от должности из-за своего еврейского происхождения, хотя был христианином по вероисповеданию. В 1936 году Беренды эмигрировали в Великобританию.
Хильда работала стенографисткой в Лондонской школе экономики. Она сумела добиться стипендии для обучения в Лондонском университете и с отличием закончила его в 1944 году по специальности экономика.
Началом её научной карьеры стало место ассистента, которое ей предложила профессор Бирмингемского университета Саржент Флоренс в 1949 году.
В 1954 году Беренд читала лекции в Эдинбургском университете, работая в новом Центре социальных исследований, который возглавлял философ, профессор Джон Макмюррей.

## Основные произведения
- «Проблемы труда и инфляции» (Problems of Labour and Inflation, 1984)